# Pink salon
Les pink salon (ピンクサロン, pinkusaron, littéralement « salon rose »), en abrégé, pinsaro (ピンサロ), ont fait leur apparition au cours des années 1970 dans la prostitution au Japon. Ce sont des lupanars spécialisés dans les fellations.
La prestation est offerte à l'intérieur d'alcôves s'ouvrant sur une salle plus ou moins grande. Une boisson alcoolisée ou non est offerte par la « companion » (prostituée) qui doit prendre le client en charge. À partir de ce moment, le client devient un numéro qui a payé pour occuper une alcôve pendant trente minutes.
Certains pinsaro offrent les services de filles costumées en collégienne ou en infirmière. La pénétration vaginale y étant interdite, les services se limitent généralement à la fellation mais certains proposent également le cunnilingus et le 69.

## Dans la fiction
Le manga Pinsaro Sniper, de Tabe Koji, relate l'histoire d'une femme employée de bureau le jour, "companion" d'un pink salon la nuit mais également tueuse à gages dont la base d'opération n'est autre que le pink salon lui-même.